# Zaira medeola
Zaira medeola là một loài ruồi trong họ Tachinidae.